# 纽埃元
纽埃元是新西兰联系国纽埃的货币。
纽埃使用两种官方法定货币。虽然纽埃通用新西兰元，但是该国政府也发行法定货币“纽埃元”，满足硬币收藏家的需求。
在新西兰元创立之前，纽埃是英镑的用户，纽埃的早期纪念币是以磅或先令为增量。
纽埃首次开始发行硬币于1966年。这些一直是主要的黄金和非流通贱金属纪念邮票。尽管在岛内的任何地方都不太可能发现纽埃内的法定货币可以接受。